# Amphithéâtre de Narbonne
L'amphithéâtre de Narbonne est un amphithéâtre romain construit au IIe siècle dans la ville de Narbo Martius, aujourd'hui Narbonne dans le département français de l'Aude.
Il est édifié dans la partie orientale de la ville antique. Les études à son sujet, très incomplètes, lui confèrent des dimensions de 121,60 × 93,20 m pour la cavea et 75 × 46,40 m pour l'arène.
Ses vestiges, enfouis, sont inscrits comme monuments historiques en 1943 et 1953.

## Localisation
L'amphithéâtre est construit dans la partie orientale de la ville antique, au contact immédiat d'un vaste complexe monumental, sanctuaire ou campus et à près de 800 m à l'est de la voie Domitienne qui traverse la cité du nord au sud.
Dans la ville moderne de Narbonne, l'amphithéâtre est situé immédiatement au nord du carrefour de l'avenue du Président-Kennedy et de l'avenue Paul-Tournal. Aucun vestige n'est plus visible en élévation mais la courbe de la rue Jean-Deschamps souligne le tracé extérieur de la partie nord-ouest de la cavea.

## Histoire
Les plus anciennes études mentionnent une construction de l'amphithéâtre sous le règne de Vespasien mais il semble que le monument puisse être un peu plus récent, datant de Domitien et qu'il ait connu au moins une phase de modifications, peut-être deux. Sa date d'abandon, par contre, reste inconnue.
Des sondages effectués en 1838 permettent de lever un plan du monument et de le localiser dans une zone qui n'est alors pas urbanisée. Les vestiges de l'amphithéâtre, enfouis, sont inscrits comme monuments historiques en 1943 et 1953.
Au début des années 2000, l'amphithéâtre est précisément situé dans le plan du quartier, désormais bâti.

## Description
L'amphithéâtre est construit sur une couche de remblais certainement destinée à assécher et imperméabiliser le sol un sur site qui occupait sans doute une dépression. Établi sur un terrain plat, il ne bénéficie d'aucune pente sur laquelle s'appuyer et ses structure est entièrement composée de voûtes rayonnantes complétées par des murs annulaires. Au XIXe siècle, Arcisse de Caumont indique que des caves particulières sont aménagées dans les structures de l'amphithéâtre.
Les observations réalisées au début du XIXe siècle permettent d'attribuer à l'amphithéâtre des dimensions totales de 121,60 × 93,20 m, son arène mesurant 75 × 46,40 m.
Selon Albert Grenier, son mur périphérique est percé de 72 arcades, chacune ayant une ouverture d'environ 2 m et quatre portes, aux extrémités des axes, donnent accès à l'arène.